# Hermann Schramm (Politiker)
Hermann Schramm (* 26. Mai 1894 in München; † 1. Juni 1978 in Grünwald) war ein deutscher Maschinenbauingenieur und Fabrikdirektor.

## Leben und Wirken
Schramm besuchte die Volksschule und die Gisela-Realschule in München, die er 1910 mit der mittleren Reife verließ. Danach war er als Praktikant für Maschinenbau bei der Lokomotiv-Fabrik J.A. Maffei in München und studierte am Maschinenbautechnikum. Daraufhin war er als Konstrukteur bei der Firma Maffei tätig. Zu Beginn des Ersten Weltkriegs gehörte er dem Militärdienst an, wurde aber aus diesem entlassen, nachdem er schwer verwundet wurde. Von 1916 bis 1919 arbeitete er als Betriebsingenieur und Betriebsassistent bei der Firma Krupp in Essen, später übte er diese Berufe in der neu errichteten Niederlassung in München, den Bayerischen Geschützwerken aus. 1922 wurde dieses Werk jedoch liquidiert, so wechselte er als Betriebsingenieur zu den Bayerischen Motorenwerken. Ab 1923 war er als Oberingenieur bei der Firma Robel & Co. in München tätig, ab 1926 war er dort Prokurist und ab 1929 Direktor, bis er 1966 in den Ruhestand eintrat.
1945 war Schramm Gründungsmitglied des Verbandes der bayerischen Metallindustrie und der Vereinigung Bayerischer Arbeitgeberverbände, 1955 wurde er deren stellvertretender Vorsitzender, außerdem stellvertretendes Mitglied des Vorstands der Bundesvereinigung der Deutschen Arbeitgeberverbände und der angeschlossenen Sozialversicherungs-Ausschüsse. Ebenfalls 1945 wurde er Vorsitzender der Sektion I der Süddeutschen Eisen- und Stahl-Berufsgenossenschaften und Vorsitzender der Landesverbandes Bayern der gewerblichen Berufsgenossenschaften. 1947 wurde er zum Vorsitzenden des Hauptverbandes der gewerblichen Berufsgenossenschaften Deutschlands in Bonn gewählt, 1953 zum Vorsitzenden der süddeutschen Eisen- und Stahl-Berufsgenossenschaft in Mainz. Er gehörte ferner dem Vorstand der AOK München und des Landesverbands der Ortskrankenkassen in Bayern an und war von 1955 bis 1969 Mitglied des Bayerischen Senats.